# Lintuvaara
Lintuvaara est un quartier de la ville d'Espoo en Finlande.

## Description
Lintuvaara compte 7 775 habitants (31.12.2016).
Ses voisins sont Karakallio, Leppävaara, Helsinki Konala, Vantaa et Hämevaara.